# 콘트라 (시리즈)
《콘트라》(Contra,한국 한자: 魂斗羅 혼두라,)는 코나미가 제작한 런 앤 건 진행형 슈팅 비디오 게임 시리즈이다. 1987년 아케이드로 발매된 《콘트라》로 시작했으며, 이후 패밀리 컴퓨터로 제작된 《콘트라》와 《슈퍼 콘트라》를 필두로 가정용 게임으로서 시리즈가 진행됐다.
제목 '콘트라'는 게임 내에서 인간의 한계를 넘어선 공적을 세운 병사에게 주는 이명으로, 일본어 한자 '魂斗羅'를 아테지로 음만 따와서 조합한 단어다. 아케이드 버전 《콘트라》는 1987년 2월, 이란-콘트라 사건이 대중에 공개된 지 몇 달 후에 발매됐다. 이 게임의 제목이 니카라과 콘트라 민병대의 이름을 따온 것인지는 밝혀지지 않았으나, 게임 엔딩곡의 제목은 실제 콘트라 반군을 상대했던 '산디니스타'라고 명명되어있다.

## 매체 목록
| 1987      | 콘트라                       |
| 1987      | 슈퍼 콘트라                  |
| 1988–1990 |                              |
| 1991      | 오퍼레이션 C                 |
| 1992      | 콘트라 III: 디 에일리언 워즈 |
| 1992      | 콘트라 포스                  |
| 1993      |                              |
| 1994      | 콘트라: 하드 코어            |
| 1995      |                              |
| 1996      | 콘트라: 레거시 오브 워       |
| 1997      |                              |
| 1998      | C: 더 콘트라 어드벤처        |
| 1999–2001 |                              |
| 2002      | 진 콘트라                    |
| 2003      |                              |
| 2004      | 네오 콘트라                  |
| 2005–2006 |                              |
| 2007      | 콘트라 4                     |
| 2008      |                              |
| 2009      | 콘트라 리버스                |
| 2010      |                              |
| 2011      | 하드 코어: 업라이징          |
| 2012–2018 |                              |
| 2019      | 콘트라: 로그 콥스            |

### 본편 게임
- 《콘트라》 (1987)
- 《슈퍼 콘트라》 (1988)
- 《오퍼레이션 C》 (1991)
- 《콘트라 III: 디 에일리언 워즈》 (1992)
- 《콘트라 포스》 (1992)
- 《콘트라: 하드 코어》 (1994)
- 《콘트라: 레거시 오브 워》 (1996)
- 《C: 더 콘트라 어드벤처》 (1998)
- 《진 콘트라》 (2002)
- 《네오 콘트라》 (2004)
- 《콘트라 4》 (2007)
- 《콘트라 리버스》 (2009)
- 《하드 코어: 업라이징》 (2011)

### 기타 게임
- 《콘트라: 더 워 오브 더 월즈》 (2009)

콘트라 중국지사가 제작한 모바일 게임.
- 《콘트라: 에볼루션》 (2010)

중국에서 모바일로 제작된 초대 《콘트라》의 리메이크. 본래 먼저 출시해야할 아케이드판에 기반한 게임이나 아케이드판의 출시가 연기돼 이는 2011년 발매됐다. 2013년 iOS 이식판이 발매됐다.
- 《콘트라 3D》 (2013)

일본에서 발매된 파친코 게임.
- 《네오 콘트라 (슬롯머신)》 (2014)

《네오 콘트라》를 기반으로 북미에서 출시된 슬롯머신 게임.
- 《콘트라 리턴즈》 (2017)

텐센트와 코나미가 공동개발한 부분 유료화 모바일 게임.

## 줄거리

### 설정 및 주인공
초기 《콘트라》 및 그 후속작들은 27세기가 배경으로, 두 명의 병사 빌 라이저와 랜스 빈이 주인공이다. 특수부대 '콘트라' 소속으로, 지구를 파괴하려는 외계 침략군대를 물리치는 역할을 맡는다. 이 이야기는 《콘트라 III: 디 에일리언 워즈 (1992)》까지 대체적으로 연계됐으며, 이후 작품부터 세계관의 방향이 기존에서 벗어나기 시작했다.
《콘트라: 하드 코어 (1994)》는 《콘트라 III》 이후의 시간대를 다루며, 외계인 대신 인간을 악당으로 내세웠다. 《하드 코어: 업라이징 (2011)》은 《콘트라: 하드 코어》의 전 시간대를 다루는 프리퀄이자 초대 《콘트라》로부터 20년 후인 이야기를 다뤘다. 프로듀서 야마모토 켄지는 실리코네라와의 인터뷰에서 《하드 코어: 업라이징》의 주인공 '바하무트'가 《콘트라: 하드 코어》의 동명 인물과 같은 사람인지에 대해선 답변을 거부했으며, 또한 《하드 코어: 업라이징》의 제목에서 '콘트라'를 제외한 것은 기존 시리즈와 차이점이 많기 때문이라 설명했다. 《콘트라: 하드 코어》와 직속 후속작들은 이후 시리즈의 외전으로 분류됐다.:37

## 문화적 여파
1996년 말까지 집계된 시리즈 전체의 전세계 누적 판매량은 400만 장 이상이었다.